# Tachina exagens
Tachina exagens är en tvåvingeart som beskrevs av Walker 1853. Tachina exagens ingår i släktet Tachina och familjen parasitflugor. Inga underarter finns listade i Catalogue of Life.